# Anthidiellum butarsis
Anthidiellum butarsis är en biart som beskrevs av Griswold 2001. Anthidiellum butarsis ingår i släktet Anthidiellum och familjen buksamlarbin. Inga underarter finns listade i Catalogue of Life.